# Polskie Towarzystwo Opieki nad Grobami Bohaterów
Polskie Towarzystwo Opieki nad Grobami Bohaterów – organizacja w II Rzeczypospolitej.

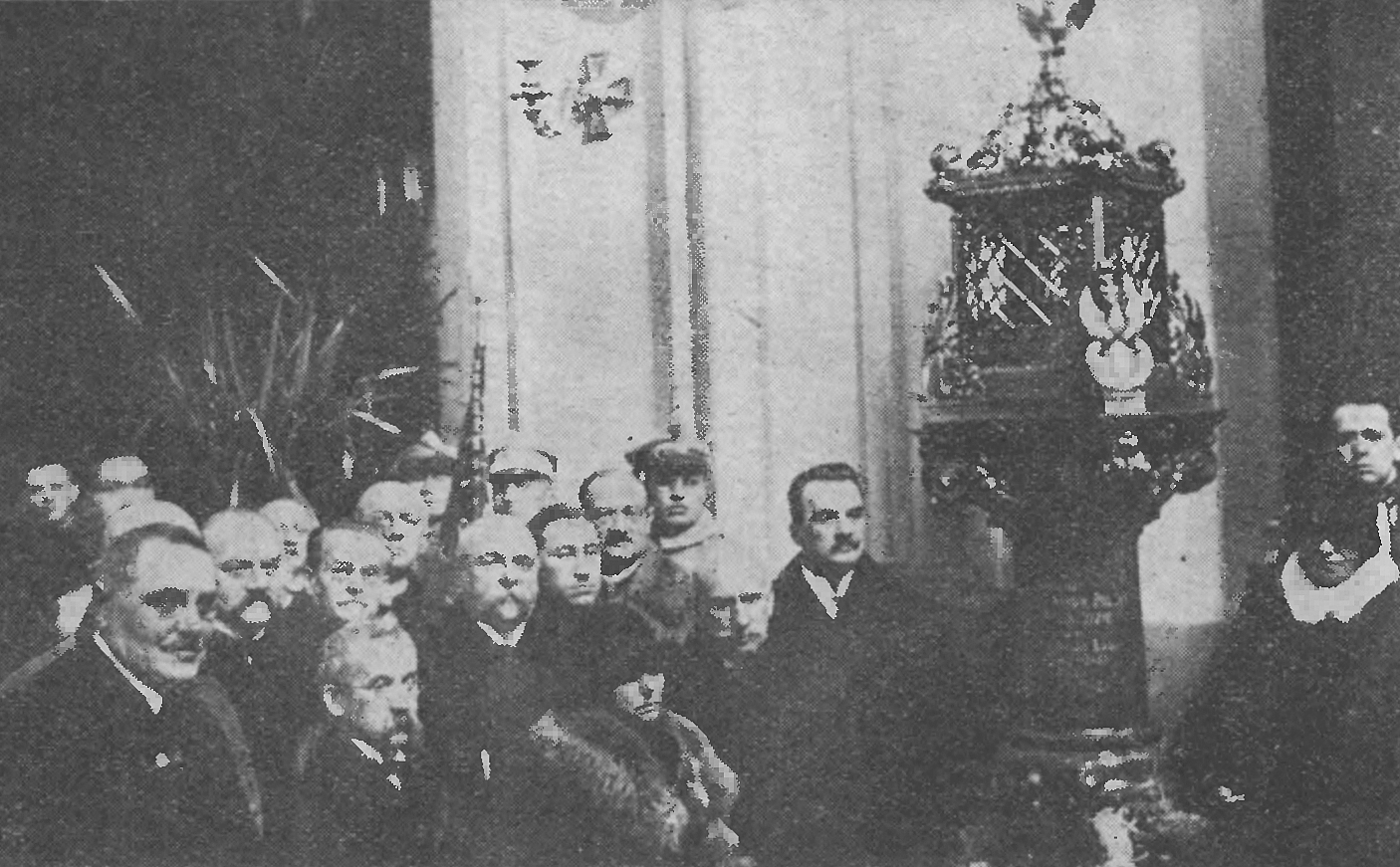
Członkowie Zarządu Głównego Towarzystwa z prezesem Wacławem Nowakowskim

## Geneza
Po odzyskaniu przez Polskę niepodległości (1918) obowiązki opieki nad grobami wojennymi władze Rzeczypospolitej przekazały Ministerstwu Spraw Wojskowych, a potem Ministerstwu Robót Publicznych, po czym wypełniały je Okręgowe Dyrekcje Robót Publicznych w poszczególnych województwach. Później powstało stowarzyszenie Towarzystwo Polskiego Żałobnego Krzyża, które w 1925 zostało przekształcone w Polskie Towarzystwo Opieki nad Grobami Bohaterów.

## Działalność
Za cele działalności Polskiego Towarzystwa Opieki nad Grobami Bohaterów wyznaczono:
- szerzenie w społeczeństwie kultu dla Mogił Polskich Bohaterów i poszanowania należnego mogiłom poległych obcych narodowości,
- pielęgnowanie i upiększania mogił żołnierskich,
- troskę o mogiły żołnierzy polskich poza granicami kraju,
- udzielanie pomocy Rządowi Polskiemu w pracy dotyczącej grobownictwa wojennego,
- udzielanie pomocy rodzinom poległych i zmarłych w urządzaniu ekshumacji przewozie zwłok, odszukaniu zaginionych,
- udzielanie pomocy odwiedzającym mogiły tak cudzoziemcom, jak i współobywatelom przez wskazówki i informacje i zdobywaniu ułatwień u odnośnych władz,
- odszukiwanie i opiekę nad grobami dawnych bojowników o Wolność Polski z lat 1863/4[4].

Przy spełnianiu swoich zadań Towarzystwo wydawało i rozpowszechniało publikacje, broszury i odezwy, urządzało odczyty i pogadanki, organizowało wystawy, rozwijało propagandę w szkołach i organizacjach młodzieży, inicjowało wycieczki do mogił bohaterów, zbiera i dostarczało wiadomości o stanie i ilości mogił poszczególnych miejscowościach i współdziałało z Urzędem Grobownictwa Wojennego przy Ministerstwie Robót Publicznych.
Siedziba Zarządu Głównego Polskiego Towarzystwa Opieki nad Grobami Bohaterów mieściła się w Warszawie przy placu Trzech Krzyży 8 m. 16.

## Struktura organizacyjna

### Zarząd Główny
Prezesem Zarządu Głównego Polskiego Towarzystwa Opieki nad Grobami Bohaterów był Wacław Nowakowski (lata 20.), Franciszek Szumowski (lata 30.).
Walne Zgromadzenia Zarządu Głównego w Warszawie odbyły się w 1926, w 1927, w 1936. W dniach 30 kwietnia-1 maja 1927 odbył się we Lwowie zjazd delegatów wojewódzkich.
W 1931 Towarzystwo obchodził 10-lecie istnienia i w tym roku tytuły członków honorowych otrzymali: ks. Piotr Niezgoda, Schieberlowa (Kraków), J. Wegner, A. Thieme (Warszawa), A. Łobodowski (Radzymin).

### Oddziały terenowe
W strukturze organizacyjnej PTOnGB funkcjonowały oddziały terenowe w postaci Oddziałów Wojewódzkich oraz Ekspozytur Powiatowych i Gminnych.

### Oddziały Wojewódzkie
Działały Oddziały Wojewódzkie w Brześciu, Krakowie, Lublinie, Lwowie, Łucku, Poznaniu, Stanisławowie, Tarnopolu, Wilnie.

#### Oddział Wojewódzki we Lwowie
Pierwotnie istniał oddział Towarzystwa Polskiego Żałobnego Krzyża dla okręgu lwowskiego (w Małopolsce Wschodniej), w którym na początku lat 20. funkcję prezesa wydziału pełniła Katarzyna Jędrzejewska (żona Władysława Jędrzejewskiego).
Do końca 1925 było łączone kierownictwo Państwowego Urzędu Grobownictwa wraz z kierownictwem Polskiego Towarzystwa Opieki nad Grobami Bohaterów w osobie wiceprezesa Józefa Białyni Chołodeckiego. Do tego momentu PTOnGB we Lwowie funkcjonował w gmachu tamtejszego Urzędu Wojewódzkiego, po czym od czasu rozdziału struktur w 1926 stowarzyszenie działało w siedzibie Małopolskiego Straży Obywatelskiej przy ul. Halickiej 20. Oddział Wojewódzki we Lwowie początkowo obejmował obszar trzech województw: lwowskiego, stanisławowskiego i tarnopolskiego (potem wyodrębniono Oddziały Wojewódzkie w Stanisławowie i w Tarnopolu). W strukturze Oddziału działały Ekspozytury Powiatowe i Gminne. 
W ramach swojej działalności stowarzyszenie wydawało instrukcje do zbierania funduszy, propagowało wśród ludności akcję grobownictwa, publikowało wydawnictwa, artykuły i broszury. Ponadto struktury Towarzystwa prowadziły działania mające na celu ustalenie losów bohaterów i uczestników wojen (zarówno narodowości polskiej jak i obcokrajowców) oraz wsparcia rodzinom przy poszukiwaniach, ekshumacjach itp. W swojej działalności stowarzyszenie zajmowało się porządkowaniem mogił.
Władze Towarzystwa wraz z Komitetem MSO od 1925 prowadziły akcję ekshumacji 155 bohaterów, zakończone uroczystością pochówku 21 marca 1926 w kwaterze na Cmentarzu Obrońców Lwowa. Staraniem PTOnGB i MSO na tej samej nekropolii 20 lutego 1927 pochowano szczątki legionistów z II Brygady, poległych w bitwa pod Rarańczą. Staraniem Zarządu Oddział Wojewódzkiego PTOnGB we Lwowie na tamtejszym Cmentarzu Łyczakowskim została odnowiona wschodnia brama cmentarza wojennego, ustawiono parkan i 3500 nowych krzyży betonowych. Także we Lwowie na Cmentarzu Janowskim utworzono osobną kwaterę.
Funkcję prezesa wydziału wojewódzkiego we Lwowie PTOnGB pełnili ks. Karol Bogucki (w 1926), Marian Weber (od 1926). Tytuły członków honorowych oddziału wojewódzkiego we Lwowie otrzymali: ks. Karol Bogucki (1926), Józef Białynia Chołodecki (1926), gen. dyw. Władysław Jędrzejewski, Katarzyna Jędrzejewska.

## Kontynuacja
Kontynuatorem tradycji Polskiego Żałobnego Krzyża – Towarzystwa Opieki nad Grobami Bohaterów jest Polski Czarny Krzyż Towarzystwo Opieki nad Cmentarzami Wojennymi.